# Mesoleius nigropalpis
Mesoleius nigropalpis là một loài tò vò trong họ Ichneumonidae.